# ژرژ مولار
ژرژ مولار (فرانسوی: Georges Mollard‎; ۲۵ آوریل ۱۹۰۲ – ۲ نوامبر ۱۹۸۶) قایقران قایق بادبانی اهل فرانسه بود.